# Estadio El Cardón
El Estadio El Cardón, también escrito Estadio de El Cardón  y más formalmente Estadio Ángel Brito, es un infraestrutura deportiva localizada en el sector Sabanas del Cardón en jurisdicción del Municipio Antolín del Campo, en la Isla de Margarita una de las que integran el Estado Nueva Esparta al noreste del país sudamericano de Venezuela.
El estadio es apto para la práctica de béisbol, y tiene una capacidad para unos 3.800 espectadores, fue remodelado para servir como sede de prácticas para las delegaciones de la Serie del Caribe 2014, las mejoras incluyeron el reforzamiento de la infraestructura y la colocación del alumbrado.